# Municipio de Iowa (condado de Beadle)
El municipio de Iowa (en inglés: Iowa Township) es un municipio ubicado en el condado de Beadle en el estado estadounidense de Dakota del Sur. En el año 2010 tenía una población de 53 habitantes y una densidad poblacional de 0,56 personas por km².

## Geografía
El municipio de Iowa se encuentra ubicado en las coordenadas 44°30′49″N 98°9′41″O / 44.51361, -98.16139. Según la Oficina del Censo de los Estados Unidos, el municipio tiene una superficie total de 94.09 km², de la cual 93,18 km² corresponden a tierra firme y (0,97 %) 0,91 km² es agua.

## Demografía
Según el censo de 2010, había 53 personas residiendo en el municipio de Iowa. La densidad de población era de 0,56 hab./km². De los 53 habitantes, el municipio de Iowa estaba compuesto por el 100 % blancos. Del total de la población el 0 % eran hispanos o latinos de cualquier raza.